# 市川沙央
市川 沙央（いちかわ さおう、1979年 - ）は、日本の小説家である。

## 経歴
2012年春学期に八洲学園大学へ特修生入学し、2013年4月から正科生となる。
2019年、早稲田大学人間科学部eスクール人間環境科学科に入学。卒業論文「障害者表象と現実社会の相互影響について」で小野梓記念学術賞を受賞。
2023年、「ハンチバック」で第128回文學界新人賞を受賞し小説家デビュー。同作で第169回芥川龍之介賞受賞。
2024年、神奈川県大和市の市民栄誉賞を受賞。2025年、『ハンチバック』の英訳版"Hunchback"が国際ブッカー賞のロングリストにノミネートされる。

## 人物
神奈川県大和市に在住し、大和市内の小中学校を卒業した。
筋疾患先天性ミオパチーにより症候性側弯症を罹患し、人工呼吸器と電動車椅子を常用する。芥川賞の授賞式では電子書籍のさらなる普及など「読書バリアフリー」の推進を訴えた。
療養生活のため就職が難しいことから小説家を志した。20代から20年以上にわたり、コバルト・ノベル大賞他、女性向けライトノベルやSF、ファンタジーの賞に応募を続けた。Web小説投稿サイトカクヨムにもプレオープン期から投稿している。
大江健三郎、島田雅彦、若木未生への私淑を公言している。
「10代半ばから月刊『正論』読者」であると明かし、「（自身がマイノリティの権利を訴えただけで）こいつは反日だの、左の活動家だのと、ずいぶん皮相浅薄なことを言ってくるものだと悲しくなった」、「バリアフリーには右も左もない」としている。

## 作品リスト

### 単行本
- 『ハンチバック』（文藝春秋、2023年6月、ISBN 978-416391-712-2／文春文庫、 2025年10月、ISBN 978-416792-425-6 )
  - 初出:『文學界』2023年5月号
- 『女の子の背骨』（文藝春秋、2025年9月、ISBN 978-416392-021-4)[12][13]
  - 「女の子の背骨」-『文學界』2025年1月号
  - 「オフィーリア23号」 - 『文學界』2024年5月号

### アンソロジー収録
- 「こんぺいとうを拾う」 - 『文学2025』（日本文藝家協会編、講談社、2025年6月）
  - 初出:『新潮』2024年6月号

### 単行本未収録作品

#### 小説
- 「音の心中」 - 『GOAT』第1号（2024年11月）
- 「良心的兵役拒否」（連作）
  - 「洒落た文句に振り返りゃ」 - 『新潮』2025年1月号
  - 「ママ」 - 『新潮』2025年4月号
  - 「風船のパパ」 - 『新潮』2025年7月号
- 「悪のロール」 - 『GOAT』Summer 2025（2025年6月）
- 「運」 - 『文學界』2025年8月号
- 「Pow(d)er」 - 『BRUTUS』2025年8月15日号

#### エッセイ
- 「破壊と共生の王の死」 - 『ユリイカ』2023年7月号
- 「みんな鹿の夢をみればいいのに——エニェディ・イルディコー『心と体と』に寄せて」 - 『季刊福祉労働』174号
- 「前世の記憶」[14] - 『文學界』2023年9月号
- 「芥川賞、この得体の知れない怪物」[15] - 『朝日新聞』2023年8月9日
- 「コードネームは「落選」」[16] - 『沖縄タイムス』2023年8月10日朝刊文化22面
- 「芥川賞を受賞して 匂い立つ紙の本の記憶」[17] - 『毎日新聞』2023年8月17日東京夕刊
- 「右も左もない「読書バリアフリー」」[11] - 『産経新聞』2023年8月23日
- 「オレンジ色のニクい奴」 - 『小説トリッパー』2023年秋季号
- 「不自由だけど好き自由に生きてきた」[18] - 『婦人公論』2024年1月号
- 「三島由紀夫の文 「ドルヂェル伯の舞踏会」」 - 『新潮』2025年2月号

#### 書評
- 「私の書棚の現在地」（書評連載）
  - 「すべり坂に突き落とされてゆく私たち」（土屋葉編『障害があり女性であること : 生活史からみる生きづらさ』ほか） - 『新潮』2024年2月号
  - 「ファウストは加速主義か、否か」（田中岩男『鴎外と『ファウスト』――近代・時間・ニヒリズム』） - 『新潮』2024年5月号
  - 「安吾探偵は人間を見抜く」（坂口安吾『安吾探偵事件帖 事件と探偵小説』ほか） - 『新潮』2024年9月号
  - 「作家は行間に棲んでいる」（ステファン・テメルソン『缶詰サーディンの謎』ほか） - 『新潮』2024年12月号
  - 「善くする者らの足あと」（柳広司『パンとペンの事件簿』ほか） - 『新潮』2025年3月号
  - 「遍在するオルタナティブな支配者」（鈴木光司『ユビキタス』） - 『新潮』2025年6月号
  - 「家族の光と闇について」（渡部昇一『渡部昇一の快老論』ほか） - 『新潮』2025年9月号
- 「共有してくっつくこと」（朝比奈秋『サンショウウオの四十九日』）[19] - 『波』2024年8月号
- 「異世界転生は殖民論の夢をみる――『大転生時代』論」[20] - 『文學界』2024年10月号

#### 対談・鼎談・往復書簡
- 「市川沙央⇄荒井裕樹 往復書簡－世界にとっての異物になってやりたい」[21] - 『文學界』2023年8月号
- 「市川沙央×荒井裕樹 『ハンチバック』が文学界に問いかけたこと」 - 『福祉労働』2023年秋冬号（175号）
- 「福島勲×市川沙央 eスクールがつくる未来 公開往復書簡」 - 「早稲田eスクール20周年記念サイト」2023年9月21日更新[22]
- 「島田雅彦×市川沙央 別に怒られたっていいじゃない」 - 『文藝春秋』2023年11月号
- 「高瀬隼子×市川沙央 小説家になるために必要なもの/差し出したもの」[23] - 『文學界』2023年11月号
- 「市川沙央×岩川ありさ×菊間晴子 大江健三郎は何度でも新しい」 - 『文學界』2024年3月号
- 「市川沙央×頭木弘樹 合理的調整としての読書バリアフリー」 - 『現代思想』2024年9月号

## 出演
- こころの時代「命の声を届ける　作家・市川沙央」（2025年4月6日、NHK Eテレ）[24]